# Weltmeisterschaft im Skibergsteigen 2011
Die VI. Weltmeisterschaft im Skibergsteigen fanden vom 20. Februar bis zum 25. Februar 2011 in Claut statt. Ursprünglich sollten die Weltmeisterschaften im März 2012 stattfinden. Der International Council for Ski Mountaineering Competitions (ISMC) entschied sich im Jahr 2008 für eine Austragung in Österreich, in der Region um Schladming, tatsächlich fand die Veranstaltung jedoch bereits 2011 im italienischen Ort Claut statt.
Claut hatte sich ebenfalls um die Austragung beworben. Ausschlaggebend für den Zuschlag für Schladming waren die positiven Erfahrung bei der dreifachen Durchführung des Dachstein Xtreme durch die ASKIMO sowie die Erfolge des österreichischen Nationalkaders im Wettkampf-Skibergsteigen auf internationaler Ebene. Die Entscheidung des ISMC für eine Austragung in Schladming unter der Leitung des Österreichischen Verbands der Wettkampfskibergsteiger ASKIMO erfolgte nur wenige Tage vor der Entscheidung der Fédération Internationale de Ski (FIS), die am 29. Mai 2008 die steirische Ortschaft für die Austragung der Alpinen Skiweltmeisterschaften 2013 auswählte.
Damit wäre die WM 2012 erstmals außerhalb der Westalpen und Pyrenäen ausgetragen worden. Das Vorhaben scheiterte jedoch nach intensiven Vorbereitungen durch den ASKIMO an sportpolitischen Widerständen der Anerkennung der Sportart Skibergsteigen als offizielle Sportart in Österreich. Durch nicht verfügbare Förderungen und fehlende Unterstützung war der ASKIMO 2010 gezwungen, Österreich als Austragungsort absagen. In einem Schnellverfahren konnte die Weltmeisterschaft an den Mitbewerber Claut abgegeben werden, der die Veranstaltung um ein Jahr (auf 2011) vorverlegen musste. Somit werden die Weltmeisterschaften in Zukunft in den ungeraden Jahren stattfinden, abgestimmt auf die Olympischen Winterspiele, welche in den geraden Jahren abgehalten werden, in der Hoffnung, dass auch Skibergsteigen in Zukunft daran teilnehmen kann.

## Nationengesamtwertung nach Punkten und Medaillenspiegel
(alle Altersklassen)
| Platz | Land                   | Vertical race | Vertical race | Vertical race | Einzel | Einzel | Einzel | Team | Team   | Team   | Staffel | Staffel | Staffel | Sprint | Sprint | Sprint |              |
| Platz | Land                   | Gold          | Silber        | Bronze        | Gold   | Silber | Bronze | Gold | Silber | Bronze | Gold    | Silber  | Bronze  | Gold   | Silber | Bronze | Gesamtpunkte |
| 1     | Frankreich             | 2             | 2             | 2             | 2      | 2      | 2      |      |        | 1      |         | 1       | 4       | 3      | 2      | 1      | 2378         |
| 2     | Schweiz                | 1             | 2             |               | 1      | 3      | 1      |      |        |        | 3       |         |         | 2      | 2      | 5      | 2264         |
| 3     | Italien                | 1             | 1             | 1             | 1      |        | 1      | 1    | 1      | 1      | 2       | 1       |         | 2      | 2      |        | 2229         |
| 4     | Spanien                | 4             | 1             |               | 3      | 1      | 1      |      |        |        |         |         | 2       |        | 1      | 1      | 2049         |
| 5     | Österreich             |               |               | 1             |        |        | 1      |      |        |        |         |         |         |        | 1      |        | 1076         |
| 6     | Polen                  |               |               |               |        |        |        |      |        |        |         |         |         |        |        | 1      | 1075         |
| 7     | Deutschland            |               | 1             |               | 1      |        |        |      |        |        |         |         |         | 1      |        |        | 730          |
| 8     | Norwegen               |               |               |               |        |        |        |      |        |        |         |         |         |        |        |        | 488          |
| 9     | Andorra                |               |               |               |        |        |        |      |        |        |         |         |         |        |        |        | 474          |
| 10    | Tschechien             |               |               |               |        |        |        |      |        |        |         |         |         |        |        |        | 460          |
| 11    | Vereinigte Staaten     |               |               |               |        |        |        |      |        |        |         |         |         |        |        |        | 396          |
| 12    | Vereinigtes Königreich |               |               |               |        |        |        |      |        |        |         |         |         |        |        |        | 293          |
| 13    | Slowenien              |               |               |               |        |        |        |      |        |        |         |         |         |        |        |        | 273          |
| 14    | Kanada                 |               |               |               |        |        |        |      |        |        |         |         |         |        |        |        | 262          |
| 15    | Slowakei               |               |               |               |        |        |        |      |        |        |         |         |         |        |        |        | 261          |
| 16    | Japan                  |               |               |               |        |        |        |      |        |        |         |         |         |        |        |        | 139          |
| 17    | Schweden               |               |               |               |        |        |        |      |        |        |         |         |         |        |        |        | 128          |
| 18    | Griechenland           |               |               |               |        |        |        |      |        |        |         |         |         |        |        |        | 92           |
| 19    | Portugal               |               |               |               |        |        |        |      |        |        |         |         |         |        |        |        | 30           |
| 20    | Bulgarien              |               |               |               |        |        |        |      |        |        |         |         |         |        |        |        | 28           |
| 21    | China                  |               |               |               |        |        |        |      |        |        |         |         |         |        |        |        | 6            |

## Männer

### Vertical Race
| Platz | Sportler              | Land       | Zeit      |
| ----- | --------------------- | ---------- | --------- |
| 1     | Kílian Jornet Burgada | Spanien    | 24:44 min |
| 2     | Yannick Buffet        | Frankreich | 24:48 min |
| 3     | William Bon Mardion   | Frankreich | 25:15 min |
| 4     | Damiano Lenzi         | Italien    | 25:31 min |
| 5     | Florent Perrier       | Frankreich | 25:33 min |
| 6     | Marc Pinsach Rubirola | Spanien    | 25:39 min |
| 7     | Pietro Lanfranchi     | Italien    | 25:42 min |
| 8     | Nejc Kuhar            | Slowenien  | 25:43 min |
| 9     | Ola Berger            | Norwegen   | 25:54 min |
| 10    | Martin Anthamatten    | Schweiz    | 26:05 min |

Datum: 22. Februar 2011

### Sprint
| Platz | Sportler            | Land       |
| ----- | ------------------- | ---------- |
| 1     | Martin Anthamatten  | Schweiz    |
| 2     | Robert Antonioli    | Italien    |
| 3     | Yannick Ecoeur      | Schweiz    |
| 4     | Xavier Gachet       | Frankreich |
| 5     | Alexandre Pellicier | Frankreich |
| 6     | Marcel Marti        | Schweiz    |
| 7     | Marcel Theux        | Schweiz    |
| 8     | Nicolas Bonnet      | Frankreich |
| 9     | Cédric Rémy         | Schweiz    |
| 10    | Jakob Herrmann      | Österreich |

Datum: 23. Februar 2011

### Einzel
| Platz | Sportler              | Land       | Zeit       |
| ----- | --------------------- | ---------- | ---------- |
| 1     | Kílian Jornet Burgada | Spanien    | 1:27:08 h. |
| 2     | William Bon Mardion   | Frankreich | 1:27:19 h. |
| 3     | Yannick Buffet        | Frankreich | 1:27:38 h. |
| 4     | Didier Blanc          | Frankreich | 1:28:04 h. |
| 5     | Manfred Reichegger    | Italien    | 1:29:08 h. |
| 6     | Denis Trento          | Italien    | 1:29:25 h. |
| 7     | Yannick Ecoeur        | Schweiz    | 1:29:55 h. |
| 8     | Michele Boscacci      | Italien    | 1:30:05 h. |
| 9     | Robert Antonioli      | Italien    | 1:30:53 h. |
| 10    | Marc Pinsach Rubirola | Spanien    | 1:31:28 h. |

Datum: 24. Februar 2011

### Staffel
| Platz | Sportler                                                                                   | Land        | Zeit       |
| ----- | ------------------------------------------------------------------------------------------ | ----------- | ---------- |
| 1     | Manfred Reichegger Robert Antonioli Denis Trento Matteo Eydallin                           | Italien     | 26:35 min. |
| 2     | Yannick Ecoeur Marcel Theux Martin Anthamatten Marcel Marti                                | Schweiz     | 26:36 min. |
| 3     | Didier Blanc Xavier Gachet Yannick Buffet William Bon Mardion                              | Frankreich  | 27:28 min. |
| 4     | Marc Pinsach Rubirola Kílian Jornet Burgada Miguel Caballero Ortega Javier Martín de Villa | Spanien     | 28:15 min. |
| 5     | Markus Stock Alexander Fasser Daniel Rohringer Jakob Herrmann                              | Österreich  | 29:22 min. |
| 6     | Philipp Reiter Anton Palzer Anton Steurer Konrad Lex                                       | Deutschland | 29:41 min. |
| 7     | Anže Šenk Matjaž Mikloša Klemen Triler Nejc Kuhar                                          | Slowenien   | 30:23 min. |
| 8     | Ola Herje Hovdenak Ola Berger Ove-Erik Tronvoll Thomas Oyberg                              | Norwegen    | 30:43 min. |

Datum: 25. Februar 2011

### Team
| Platz | Sportler                                    | Land       | Zeit       |
| ----- | ------------------------------------------- | ---------- | ---------- |
| 1     | Matteo Eydallin Denis Trento                | Italien    | 2:30:32 h. |
| 2     | Lorenzo Holzknecht Manfred Reichegger       | Italien    | 2:32:35 h. |
| 3     | Didier Blanc William Bon Mardion            | Frankreich | 2:32:52 h. |
| 4     | Pietro Lanfranchi Damiano Lenzi             | Italien    | 2:34:08 h. |
| 5     | Alexandre Pellicier Valentin Favre          | Frankreich | 2:35:36 h. |
| 6     | Alexis Sévennec-Verdier Nicolas Bonnet      | Frankreich | 2:39:02 h. |
| 7     | Alexander Fasser Jakob Herrmann             | Österreich | 2:39:46 h. |
| 8     | Marc Pinsach Rubirola Kílian Jornet Burgada | Spanien    | 2:43:50 h. |

Datum: 20. Februar 2011

### Kombinationswertung
| Platz | Sportler              | Land       | Punkte |
| ----- | --------------------- | ---------- | ------ |
| 1     | Kílian Jornet Burgada | Spanien    | 240    |
| 2     | William Bon Mardion   | Frankreich | 236    |
| 3     | Robert Antonioli      | Italien    | 175    |
| 4     | Yannick Buffet        | Frankreich | 171    |
| 5     | Denis Trento          | Italien    | 160    |
| 6     | Manfred Reichegger    | Italien    | 146    |
| 7     | Martin Anthamatten    | Schweiz    | 142    |
| 8     | Marc Pinsach Rubirola | Spanien    | 142    |
| 9     | Didier Blanc          | Frankreich | 138    |
| 10    | Damiano Lenzi         | Italien    | 137    |

## Frauen

### Vertical Race
| Platz | Sportler              | Land               | Zeit      |
| ----- | --------------------- | ------------------ | --------- |
| 1     | Mireia Miró Varela    | Spanien            | 27:34 min |
| 2     | Laëtitia Roux         | Frankreich         | 28:34 min |
| 3     | Gemma Arró Ribot      | Spanien            | 30:41 min |
| 4     | Nathalie Etzensperger | Schweiz            | 31:35 min |
| 5     | Séverine Pont-Combe   | Schweiz            | 31:59 min |
| 6     | Émilie Gex-Fabry      | Schweiz            | 32:06 min |
| 7     | Janelle Smiley        | Vereinigte Staaten | 32:23 min |
| 8     | Lydia Prugger         | Österreich         | 32:32 min |
| 9     | Corinne Clos          | Italien            | 33:10 min |
| 10    | Mari Fasting          | Norwegen           | 33:51 min |

Datum: 22. Februar 2011

### Sprint
| Platz | Sportler              | Land       |
| ----- | --------------------- | ---------- |
| 1     | Laëtitia Roux         | Frankreich |
| 2     | Nathalie Etzensperger | Schweiz    |
| 3     | Gabrielle Gachet      | Schweiz    |
| 4     | Mireille Richard      | Schweiz    |
| 5     | Mélanie Bernier       | Kanada     |
| 6     | Mireia Miró Varela    | Spanien    |
| 7     | Anna Figura           | Polen      |
| 8     | Émilie Gex-Fabry      | Schweiz    |
| 9     | Veronika Swidrak      | Österreich |
| 10    | Sandrine Favre        | Frankreich |

Datum: 23. Februar 2011

### Einzel
| Platz | Sportler              | Land               | Zeit       |
| ----- | --------------------- | ------------------ | ---------- |
| 1     | Mireia Miró Varela    | Spanien            | 1:24:54 h. |
| 2     | Laëtitia Roux         | Frankreich         | 1:27:17 h. |
| 3     | Nathalie Etzensperger | Schweiz            | 1:31:44 h. |
| 4     | Marie Troillet        | Schweiz            | 1:34:11 h. |
| 5     | Gabrielle Gachet      | Schweiz            | 1:34:16 h. |
| 6     | Émilie Gex-Fabry      | Schweiz            | 1:37:00 h. |
| 7     | Mireille Richard      | Schweiz            | 1:37:33 h. |
| 8     | Corinne Clos          | Italien            | 1:37:46 h. |
| 9     | Janelle Smiley        | Vereinigte Staaten | 1:40:25 h. |
| 10    | Mélanie Bernier       | Kanada             | 1:41:08 h. |

Datum: 24. Februar 2011

### Staffel
| Platz | Sportler                                                 | Land               | Zeit       |
| ----- | -------------------------------------------------------- | ------------------ | ---------- |
| 1     | Gabrielle Gachet Nathalie Etzensperger Mireille Richard  | Schweiz            | 24:56 min. |
| 2     | Sandrine Favre Émilie Favre Laëtitia Roux                | Frankreich         | 25:05 min. |
| 3     | Cristina Bes Ginesta Gemma Arró Ribot Mireia Miró Varela | Spanien            | 26:22 min. |
| 4     | Klaudia Tasz Julia Wajda Anna Figura                     | Polen              | 28:09 min. |
| 5     | Martina Valmassoi Corinne Clos Silvia Piccagnoni         | Italien            | 28:20 min. |
| 6     | Veronika Swidrak Michaela Eßl Lydia Prugger              | Österreich         | 28:35 min. |
| 7     | Janelle Smiley Nina Cook Silitch Jari Kirkland           | Vereinigte Staaten | 28:52 min. |
| 8     | Ingvild Ryggen Carstens Malene Haukøy Mari Fasting       | Norwegen           | 30:37 min. |

Datum: 25. Februar 2011

### Team
| Platz | Sportler                                 | Land               | Zeit       |
| ----- | ---------------------------------------- | ------------------ | ---------- |
| 1     | Nathalie Etzensperger Marie Troillet     | Schweiz            | 3:05:52 h. |
| 2     | Roberta Pedranzini Francesca Martinelli  | Italien            | 3:11:54 h. |
| 3     | Séverine Pont-Combe Gabrielle Gachet     | Schweiz            | 3:14:30 h. |
| 4     | Émilie Gex-Fabry Mireille Richard        | Schweiz            | 3:18:56 h. |
| 5     | Corinne Clos Martina Valmassoi           | Italien            | 3:29:50 h. |
| 6     | Gemma Arró Ribot Marta Riba Carlos       | Spanien            | 3:30:19 h. |
| 7     | Cristina Bes Ginesta Izaskun Zubizarreta | Spanien            | 3:32:57 h. |
| 8     | Nina Silitch Janelle Smiley              | Vereinigte Staaten | 3:35:51 h. |

Datum: 20. Februar 2011

### Kombinationswertung
| Platz | Sportler              | Land       | Punkte |
| ----- | --------------------- | ---------- | ------ |
| 1     | Laëtitia Roux         | Frankreich | 280    |
| 2     | Nathalie Etzensperger | Schweiz    | 271    |
| 3     | Mireia Miró Varela    | Spanien    | 260    |
| 4     | Gabrielle Gachet      | Schweiz    | 212    |
| 5     | Mireille Richard      | Schweiz    | 183    |
| 6     | Émilie Gex-Fabry      | Schweiz    | 175    |
| 7     | Marie Troillet        | Schweiz    | 173    |
| 8     | Séverine Pont-Combe   | Schweiz    | 170    |
| 9     | Gemma Arró Ribot      | Spanien    | 154    |
| 10    | Corinne Clos          | Italien    | 147    |